# Audi allroad quattro
Audi allroad quattro — сімейство кросоверів, що виробляється компанією Audi з 2000 року.

## Перше покоління

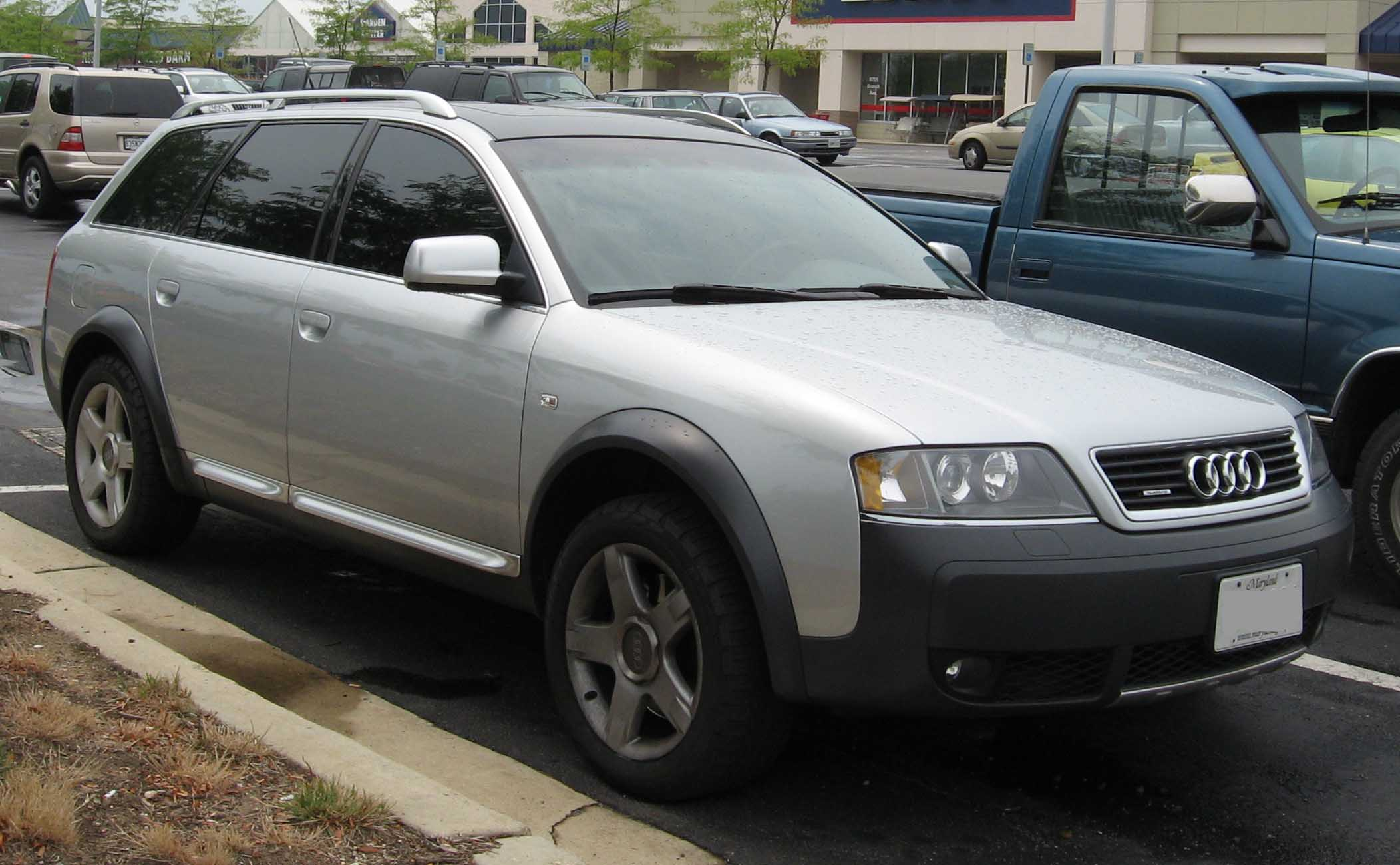
Audi allroad quattro (C5)

Машина першого покоління, що з'явилася в 2000 році, називалася Audi Allroad — без приставок A6 або quattro. Це був універсал довжиною 4810 мм, шириною 1852 і висотою 1526 мм. Колісна база — 2752 мм. За замовчуванням автомобіль комплектувався пневмопідвіскою, яка могла змінювати кліренс від 142 до 208 мм, і постійним повним приводом з міжосьовим диференціалом Torsen. Машина була доступна з трьома двигунами — турбодизель 2.5 TDI (163 або 180 к.с., до 370 Нм), бензиновий бітурбодвигун V6 2.7 T (250 к.с., 350 Нм) і атмосферний V8 4.2 (300 к.с. і 400 Нм), доступний з 2003 року. Коробки передач — шестиступенева МКПП або п'ятідіапазонна АКПП. Випуск автомобілів у Неккарзульмі припинили в 2005 році.

### Технічні характеристики
| Модель  | Тип двигуна          | Клапана | Об'єм см³ | Потужність                        | Крутний момент             | Код двигуна     | Vмакс км/год | 0-100 км/год с |
| ------- | -------------------- | ------- | --------- | --------------------------------- | -------------------------- | --------------- | ------------ | -------------- |
| 2.5 TDI | V6 турбодизель       | 24      | 2496      | 120 кВт (163 к.с.) при 4000 об/хв | 310 Нм при 1400–3600 об/хв | BFC / BCZ       | 203          | 10,4           |
| 2.5 TDI | V6 турбодизель       | 24      | 2496      | 132 кВт (180 к.с.) при 4000 об/хв | 370 Нм при 1500—2500 об/хв | AKE / BDH / BAU | 207          | 9,5            |
| 2.7 T   | V6 бітурбобензиновий | 30      | 2671      | 184 кВт (250 к.с.) при 5800 об/хв | 350 Нм при 1800–4500 об/хв | ARE / BES       | 236          | 7,4            |
| 4.2     | V8 бензиновий        | 40      | 4163      | 220 кВт (300 к.с.) при 6200 об/хв | 380 Нм при 2700–4600 об/хв | ARS / ASG / BAS | 240          | 7,2            |

## Друге покоління

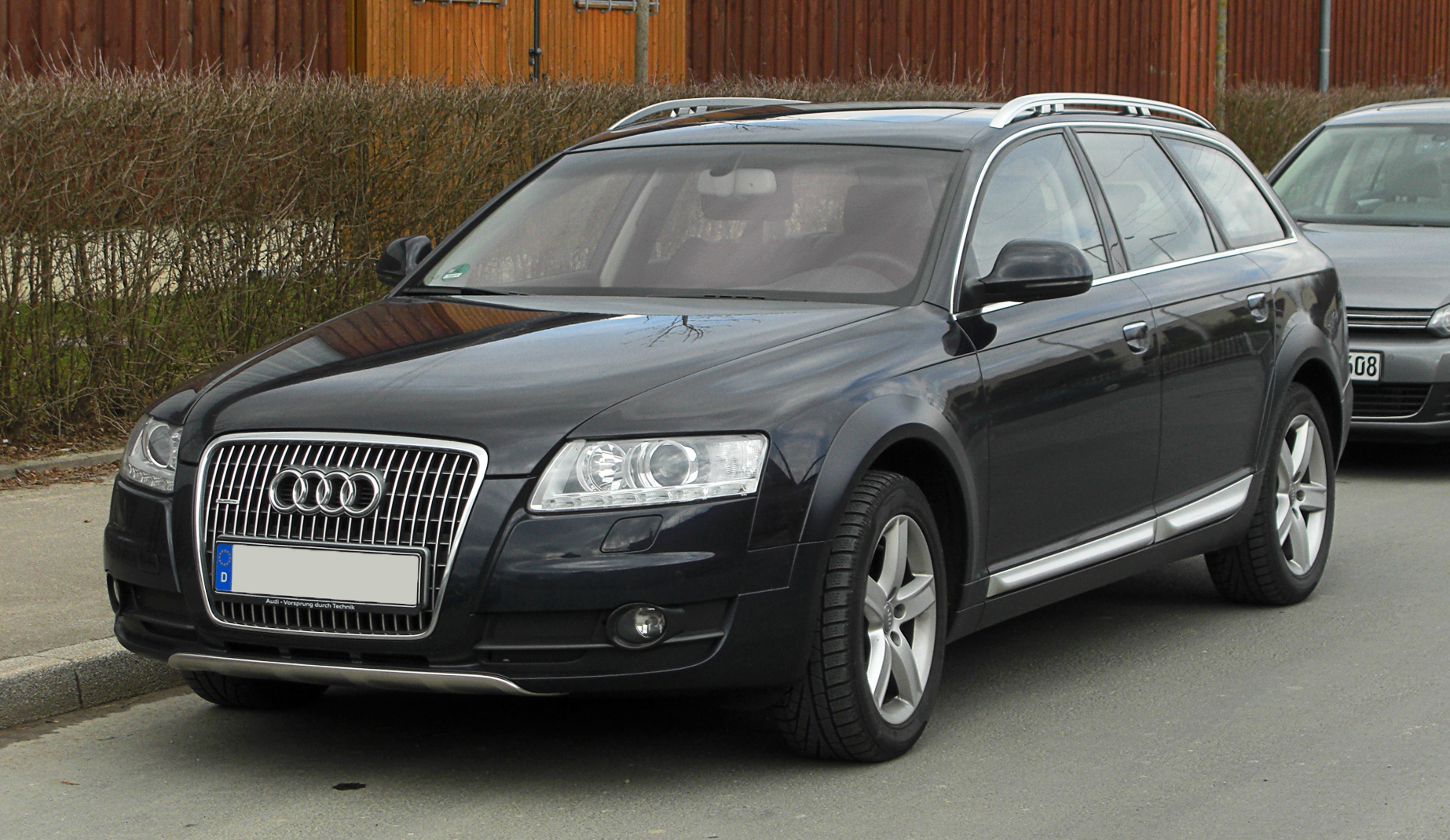
Audi A6 allroad quattro (C6)

Модель другої генерації була абсолютно новою, включаючи ім'я. П'ятидверна Audi A6 allroad quattro збільшилася до 4934 мм у довжину і 1862 мм в ширину, а відстань між осями збільшилася до 2833 мм. Пневмостійки в підвісці, постійний повний привід — все це і раніше було базовим обладнанням. Але позашляхові можливості погіршилися — максимальний кліренс не перевищував 185 мм. Гамма двигунів також розширилася — за час виробництва під капотом побувало п'ять моторів. Бензинові агрегати — компресорний V6 3.0 TFSI (290 к.с.), атмосферні V6 3.2 FSI (255 к.с.) і V8 4.2 FSI (335—350 к.с.). Турбодизельні V6 2.7 TDI (180 к.с.) і 3.0 TDI (233 к.с.). До рестайлінгу універсал комплектувався шестиступеневими МКПП і АКПП, а після поновлення в гамму додали семидіапазонний роботизований S tronic.

### Технічні характеристики
| Модель       | Код двигуна | Циліндри | Клапана | Об'єм см³ | Потужність                          | Крутний момент                                          | Vмакс км/год | 0-100 км/год с | Роки виробництва |
| ------------ | ----------- | -------- | ------- | --------- | ----------------------------------- | ------------------------------------------------------- | ------------ | -------------- | ---------------- |
| Бензинові    |             |          |         |           |                                     |                                                         |              |                |                  |
| 3.0 TFSI     | CAJA        | V6       | 30      | 2995      | 213 kW (290 PS) bei 4850–6800 min−1 | 420 Nm bei 2500–4850 min−1                              | 250          | 6,3            | 10/2008–12/2010  |
| 3.2 FSI      | AUK         | V6       | 30      | 3123      | 188 kW (255 PS) bei 6500 min−1      | 330 Nm bei 3250 min−1                                   | 242 [240]    | 7,2 [7,7]      | 05/2006–08/2008  |
| 4.2 FSI      | BVJ         | V8       | 40      | 4163      | 257 kW (350 PS) bei 6800 min−1      | 440 Nm bei 3500 min−1                                   | 250          | 6,3            | 05/2006–12/2010  |
| Дизельні     |             |          |         |           |                                     |                                                         |              |                |                  |
| 2.7 TDI (CR) | BPP         | V6       | 24      | 2698      | 132 kW (180 PS) bei 3300–4500 min−1 | 380 Nm bei 1400–3300 min−1                              | 215          | 9,3            | 03/2006–08/2008  |
| 2.7 TDI (CR) | CANC        | V6       | 24      | 2698      | 140 kW (190 PS) bei 3500–4400 min−1 | 450 Nm bei 1750—2250 min−1                              | 218          | 8,8            | 10/2008–10/2011  |
| 3.0 TDI (CR) | ASB         | V6       | 24      | 2967      | 171 kW (233 PS) bei 4000 min−1      | 450 Nm bei 1400–3250 min−1                              | 231 [230]    | 7,5 [7,8]      | 05/2006–08/2008  |
| 3.0 TDI (CR) | CDYC, CDYA  | V6       | 24      | 2967      | 176 kW (240 PS) bei 4000–4400 min−1 | 450 Nm bei 1400–3500 min−1 [500 Nm bei 1500–3000 min−1] | 233          | 7,2 [7,4]      | 10/2008–10/2011  |

- В [ ] дужках версія з 6-ст. tiptronic.

## Третє покоління

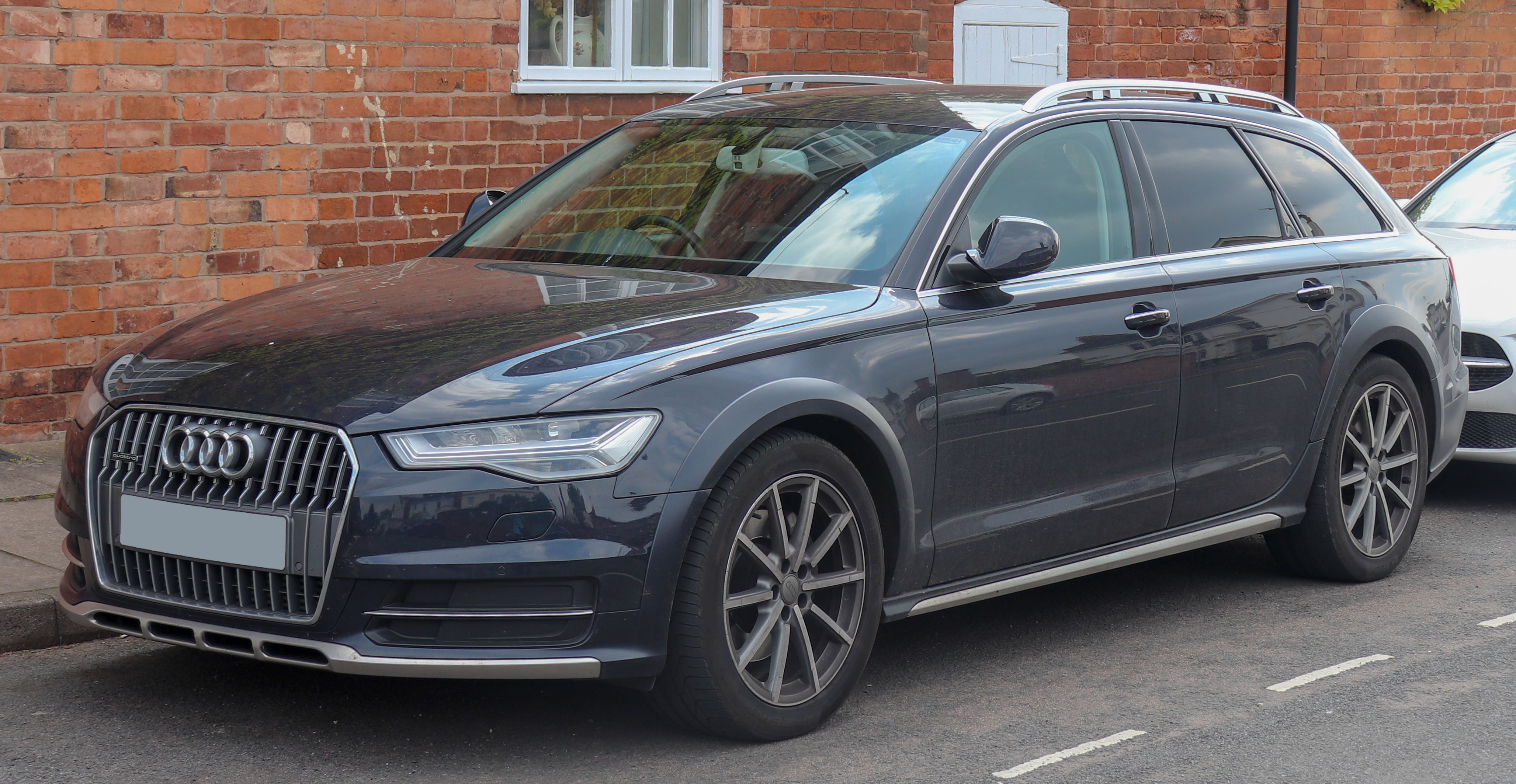
Audi A6 allroad quattro (C7)

Третє покоління allroad quattro представлене на Женевському автосалоні 2012 року. Автомобіль розроблено на основі Audi A6 C7.
Універсал Audi Allroad 2016 характеризується суворими деталями в дизайні зовнішнього вигляду та збільшеним кліренсом для поїздок по легкому бездоріжжю та, безумовно, для створення образу крутого позашляховика (SUV). Його 6-циліндровий двигун з турбонаддувом в поєднанні з 8-ступінчастою автоматичною трансмісією забезпечує швидкий розгін та витрату палива в 10,69 л/100 км. Такі показники дозволяють Allroad 2016 року конкурувати з найкращими позашляховиками невеликих розмірів.

### Двигуни
Бензинові
- 3.0 TFSI 310 к.с. 440 Нм
- 3.0 TFSI 333 к.с. 440 Нм

Дизельні
- 3.0 TDI 190 к.с. 500 Нм
- 3.0 TDI 204 к.с. 450 Нм
- 3.0 TDI 218 к.с. 500 Нм
- 3.0 TDI 245 к.с. 580 Нм
- 3.0 TDI 272 к.с. 580 Нм
- 3.0 TDI 313 к.с. 650 Нм
- 3.0 TDI 320 к.с. 650 Нм

## Четверте покоління

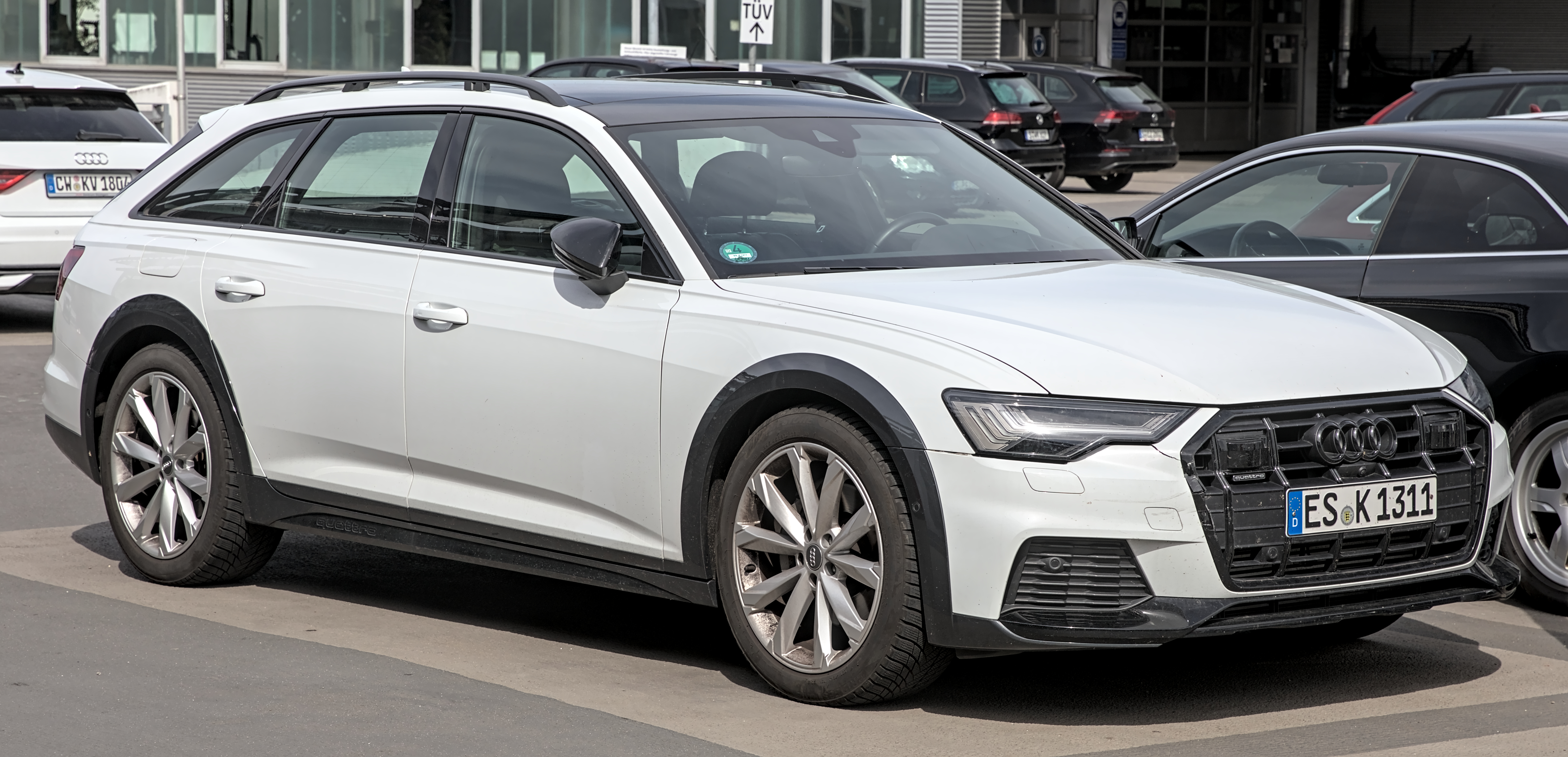
Audi A6 Allroad Quattro C8

### Двигуни
- 55 TFSI 3.0 VW EA839 V6 340 к.с. 500 Нм
- 45 TDI 3.0 VW EA897evo2 V6 231 к.с. 500 Нм
- 50 TDI 3.0 VW EA897evo2 V6 286 к.с. 620 Нм
- 55 TDI 3.0 VW EA897evo2 V6 349 к.с. 700 Нм